# Lacapelle-Cabanac
 Lacapelle-Cabanac  es una población y comuna francesa, en la región de Mediodía-Pirineos, departamento de Lot, en el distrito de Cahors y cantón de Puy-l'Évêque.

## Demografía
| 140 | 129 | 174 | 167 | 179 | 150 |
| Para los censos de 1962 a 1999 la población legal corresponde a la población sin duplicidades (Fuente: INSEE [Consultar]) |     |     |     |     |     |